# Punjaipugalur
Punjaipugalur è una suddivisione dell'India, classificata come town panchayat, di 20.306 abitanti, situata nel distretto di Karur, nello stato federato del Tamil Nadu. In base al numero di abitanti la città rientra nella classe III (da 20.000 a 49.999 persone).

## Geografia fisica
La città è situata a 11° 4' 60 N e 78° 1' 0 E e ha un'altitudine di 125 m s.l.m..

## Società

### Evoluzione demografica
Al censimento del 2001 la popolazione di Punjaipugalur assommava a 20.306 persone, delle quali 10.136 maschi e 10.170 femmine. I bambini di età inferiore o uguale ai sei anni assommavano a 2.034, dei quali 1.035 maschi e 999 femmine. Infine, coloro che erano in grado di saper almeno leggere e scrivere erano 14.099, dei quali 7.925 maschi e 6.174 femmine.